# El rompeolas
«El rompeolas» es una canción del grupo de rock español Loquillo y Trogloditas, compuesta por Sabino Méndez y contenida en el álbum Morir en primavera.

## Descripción
Se trata de una balada romántica de ritmo lento, considerado el tema más popular del álbum que la contiene y uno de los más célebres de la banda, llegando a ser calificado como un auténtico himno generacional.

## En la cultura popular
23 años después de su estreno, la canción fue interpretada a coro por todos los actores en el episodio Mentiras y cabaret de la popular serie de televisión de Antena 3 El barco, emitido en diciembre de 2011.